# Miloslav Pojsl
Miloslav Pojsl (8. května 1945, Modrá – 16. února 2016, Olomouc) byl církevní historik, památkář a historik umění, působící na Cyrilometodějské teologické fakultě Univerzity Palackého.

## Život
V r. 1969 ukončil studium dějin a archivnictví na Filosofické fakultě Univerzity J. E. Purkyně v Brně. Roku 1971 obhájil disertační práci, složil rigorózní zkoušku a získal doktorát filosofie. V letech 1969–1971 studoval na olomoucké pobočce Cyrilometodějské bohoslovecké fakulty v Litoměřicích a byl formován v arcibiskupském kněžském semináři tamtéž. Studia zde však již nedokončil a rozhodl se zůstat laikem. V letech 1971–1974 působil ve Slováckém muzeu v Uherském Hradišti a v letech 1974–1977 v Lidovém spotřebním družstvu Jednota Olomouc jako plánovač. Od roku 1977 byl odborným pracovníkem a vedoucím oddělení evidence a dokumentace na Okresním středisku státní památkové péče a ochrany přírody v Olomouci. Zde působil až do konce roku 1990, kdy se rozhodl toto povolání opustit a věnovat se plně již jen pedagogické a vědecké činnosti. V říjnu 1990 byl přijat do funkce odborného asistenta na CMBF UP a následně vedoucího katedry církevních dějin a práva. Po reorganizaci a přejmenování fakulty se následně reorganizovala i katedra a stala se z ní Katedra církevních dějin a dějin křesťanského umění a Miloslav Pojsl pak byl až do své smrti jejím vedoucím a budovatelem její rozsáhlé knihovny.
V letech 1989–1993 absolvoval rozšiřující postgraduální studium dějin umění na FF UK v Praze. V letech 1991–1994 byl proděkanem CMTF UP. Roku 1991 se habilitoval na katedře historie FF UP a koncem roku 1999 byl jmenován profesorem dějin křesťanského umění. Roku 1990 spoluzakládal Historickou společnost Starý Velehrad a stal se jejím prvním předsedou a význačným podporovatelem zejména v oblasti knižní (autor mnoha publikací o sakrálním umění, kostelní průvodců etc.). Pravidelně v rámci Univerzity Palackého dělal čím dál více úspěšné exkurze po církevních památkách u nás i v zahraničí.
Byl redaktorem ediční řady Církevní památky a iniciátorem edičního počinu Monumenta Moraviae et Silesiae sepulchralia. Jeho posledním význačným počinem byla rozsáhlá popularizační monografie Počátky církevní správy na Moravě, biskupství a arcibiskupství v Olomouci, ve které předložil veškeré své poznatky z bádání v oblasti nejstarších dějin církevního umění a stavitelství v Olomouci včetně životopisné chronologie všech olomouckých arcibiskupů. Jako důležitým lze hodnotit také obsáhlé vysvětlení historie užívání liturgických rouch, předmětů a obřadů, o kterých se dnes již ví buď velmi málo, nebo je již jejich poznání většinovým míněním české společnosti dnes odkládáno jako neužitečné.

## Dílo
- Pojsl, Miloslav: Olomouc očima staletí, Olomouc 1992, ISBN 80-900013-3-5
- Pojsl, Miloslav: Restaurace katolicismu a státního absolutismu v: Olomouc – Malé dějiny města, Olomouc 2002, ISBN 80-244-0493-1
- Pojsl, Miloslav: Velehrad – Stavební památky bývalého cisterciáckého kláštera, Muzejní a vlastivědná společnost Olomouc, 1990
- Pojsl, Miloslav, Hyhlík Vladimír: Velehrad v památkách osmi století, Praha 1997
- Jilík, Jiří; Pojsl, Miloslav: Dobrodružství v klášteře Velehradském, Břeclav, Moraviapress, 1997, ISBN 80-902343-5-6 Ilustrace: Rozkopal Zdeněk)
- Pojsl, Miloslav; Londin Vladimír: Dvanáct století naší architektury, Olomouc 20032 ISBN 80-7182-163-2.
- Pojsl, Miloslav: Velkomoravské otazníky, Uherské Hradiště, Historická společnost Starý Velehrad, 2014, ISBN 978-80-86157-44-3
- Počátky církevní správy na Moravě, biskupství a arcibiskupství v Olomouci, Historická společnost Starý Velehrad, Uherské Hradiště, 2015
- Monumenta Moraviae et Silesiae sepulchralia